# Бронепоезд «Литер Б»
Бронепоезд «Литер Б» — второй бронепоезд народного ополчения, построенный в Киеве и принимавший участие в обороне города в ходе Великой Отечественной войны.

## Строительство, формирование экипажа
23 июня 1941 года рабочие Киевского паровозо-вагоноремонтного завода им. Январского восстания (КПВРЗ) на митинге приняли решение о строительстве бронепоезда. Разрешение на постройку было дано 4 июля Лазарем Кагановичем, тогда главой наркомата путей сообщения. После этого начались работы по строительству и оборудованию. 20 июля бронепоезд вошёл в строй.
Экипаж набирался из добровольцев-железнодорожников, многие из них окзалаись мобилизованы по линии НКПС. То есть часть экипажа де-юре оставалась гражданскими лицами. Соответственно потери среди таких бойцов не отображались в армейских документах о безвозвратных потерях. К таким относится Василевский Л. В., бывший на должности командира бронепоезда и погибший в 1942 году. В целом в обслугу бронепоезда вошло 77 человек.

## Служба
21 июля бронепоезд присоединился к другому киевскому бронепоезду «Литер А» на ж/д ветке Киев — Фастов для оказания поддержки частям 26-й армии, оборонявшим район Фастова.
23 июля оба бронепоезда поддерживали атаку 73-го погранотряда у станции Клавдиево. На следующий день пограничники и десантная группа с бронепоездов перешли в атаку при артиллерийской поддержке «Литер А» и «Литер Б». Врага удалось отогнать, были захвачены штабные документы. В ночь с 3 на 4 августа вместе с бронепоездом «Литер А» совершил удачный налёт на станцию Боярка.
Во время первого генерального штурма Киевского укрепрайона, который начали войска 29-го армейского корпуса вермахта тром 4 августа 1941 года, «Литер Б» переходит на участок Жуляны — Тарасовка. Немецкие источники также подтверждают активность киевских бронепоездов. 71-я пехотная дивизия, наступавшая восточнее села Жуляны, попадала под огневые налёты бронепоезда и принуждалась останавливать свои атаки. Но ситуация у южных окраин Киева оставалась напряжённая, и бронепоезд действует до 15 августа совместно с другими бронепоездами у Пирогово — Мышеловка — Лысая гора в целях поддержки пехоты 147-й и 284-й стрелковых дивизий, 2-й воздушно-десантной бригады.
С 16 августа «Литер Б» выполняет боевые задания на ж/д линии Киев — Коростень, взаимедействуя с 27-м стрелковым корпусом, а также с 20-м погранотрядом, который в те дни оборонял рубежи Киевского укрепрайона у ж/д моста через реку Ирпень. А 23—24 августа — снова близ села Пирогово. Вечером 23 августа немцы захватили плацдарм на левом берегу Днепра напротив местечка Горностайполь. Поэтому киевские бронепоезда получают задание действовать на ветке Киев - Кобыжча и не давать противнику расширять захваченный участок. Вскоре во времы боя близ сёл Бобровица — Заворичи «Литер Б» получил серьёзные повреждения и ушёл в Киев на ремонт.
К 14 сентября 1941 года танковые клинья немцев образовали киевский котёл. Более того пехотные части противника рассекали район окружения на отдельные очаги. В этой ситуации 29-й армейский корпус вермахта начал 16 сентября 1941 года второй штурм КиУР. Бронепоезд «Литер Б» действует с 17 сентября близ станции Пост-Волынский, помогая отразить вражеский штурм.
18 сентября войска 37-й армии по приказу командования начинают отход из Киева. Бронепоезда, оставшиеся в Киеве, включая и бронепоезд «Литер Б», проследовав 20 сентября через Борисполь, пошли на прорыв на восток вместе с основными силами 37-й армии. Ожесточённые бои шли за Барышевку, мост через реку Трубеж, Березань. 22 сентября повреждённые бронепоезда «Литер А» и «Литер Б» были захвачены противником восточнее ж/д станции Березань на 84-м километре ж/д от Киева.
Экипажи, собрав личное оружие, организованно отошли на юго-запад в болота в пойме реки Трубеж. Там в болотах, по воспоминаниям начальника штаба бронепоезда «Литер А» Арефьева К. А., группа соединилась со сводным отрядом под руководством командующего 37-й армии Власова А. А. 2 октября под командой Власова киевские железнодорожники двинулись на прорыв на восток.

## Устройство бронепоезда
В составе бронепоезда были бронированный (частично) паровоз серии Ов, две бронеплощадки, построенных на основе 50-тонных четырёхосных угольных полувагонов. Защита наиболее важных узлов осуществлялась бронелистами толщиной 22 мм и 26 мм, а остальных частей — 16-мм броней. Вооружение: две 76-мм артиллерийских орудия Лендера образца 1914/15 годов и двадцать четыре пулемёта (7,62-мм пулемёты Максима и 7,62-мм пулемёты ДТ). Хотя такое количество пулемётов, с учётом численности экипажа, по видимому завышено. Имелись также контрольные платформы, вооружённые пулемётами.
Бронепоезду были приданы взвод сапёров, отделение связи, взвод дорожников-путейцев, санитарное отделение, группа разведки.

## Командный и личный состав
- Командир: начальник пассажирского отдела Юго-Западной железной дороги Василевский, Леонид Владиславович (переведён с бронепоезда «Литер А»)
- Начальник штаба: секретарь партийного комитета Строительства №1 НКПС Финогенов, Василий Васильевич
- Комиссар, а затем командир бронепоезда: секретарь парткома Киевского ж/д узла Голованёв, Степан Петрович
- Командиры бронеплощадок:
  - Подопригора, Алексей Васильевич (2-я бронеплощадка)
  - Рябоконь, Николай Андреевич (1-я бронеплощадка)
- Командир разведки бронепоезда: Поплавский, Дмитрий Маркович
- Машинисты: 
  - Груздев, Николай Дмитриевич
  - Павлий, Владимир Фёдерович

Всё по